# Андреа ван ден Гурк
Андреа ван ден Гурк (нід. Andrea van den Hurk; нар. 2 лютого 1979) — колишня нідерландська тенісистка.
Найвищу одиночну позицію світового рейтингу — 347 місце досягла 27 вересня 1999, парну — 146 місце — 17 липня 2000 року.
Здобула 13 парних титулів туру ITF.
Завершила кар'єру 2004 року.

## Фінали ITF
| Легенда         |
| --------------- |
| турніри $25,000 |
| турніри $10,000 |

### Одиночний розряд (0–2)
| Результат | Ранг | Дата           | Місце            | Покриття | Суперниця              | Рахунок       |
| --------- | ---- | -------------- | ---------------- | -------- | ---------------------- | ------------- |
| Поразка   | 1.   | 28 червня 1998 | Велп, Нідерланди | Тверде   | Іветте Бастінг         | 1–6, 7–5, 2–6 |
| Поразка   | 2.   | 16 жовтня 2000 | Гваліор, Індія   | Ґрунт    | Сай Джаялакшмі Джаярам | 1–4, 0–4      |

### Парний розряд (13–10)
| Результат | Ранг | Дата              | Місце                       | Покриття   | Партнерка             | Суперниці                            | Рахунок          |
| --------- | ---- | ----------------- | --------------------------- | ---------- | --------------------- | ------------------------------------ | ---------------- |
| Перемога  | 1.   | 17 листопада 1996 | Каїр, Єгипет                | Тверде     | Майке Каутстал        | Катарина Среботнік Джессіка Стек     | w/o              |
| Перемога  | 2.   | 3 березня 1997    | Тель-Авів, Ізраїль          | Тверде     | Генріетте ван Алдерен | Мілена Неквапілова Гана Шромова      | 0–6, 6–3, 6–4    |
| Поразка   | 3.   | 14 лютого 1998    | Бірмінгем, Велика Британія  | Тверде (i) | Генріетте ван Алдерен | Кірстін Фрає Джін Окада              | 4–6, 4–6         |
| Перемога  | 4.   | 28 червня 1998    | Велп, Нідерланди            | Ґрунт      | Клаудія Реймерінґ     | Йоланда Менс Кім Кілсдонк            | 6–4, 6–4         |
| Поразка   | 5.   | 5 липня 1998      | Алкмар, Нідерланди          | Ґрунт      | Карлеїн Бейс          | Іветте Бастінг Генріетте ван Алдерен | 0–6, 1–6         |
| Поразка   | 6.   | 7 листопада 1998  | Мулен (Альє), Франція       | Тверде (i) | Деббі Гак             | Діане Асенсіо Ірода Туляганова       | 5–7, 6–2, 2–6    |
| Перемога  | 7.   | 15 березня 1999   | Петруполі, Греція           | Ґрунт      | Йоланда Менс          | Адрієнн Хегюдюш Ванесса Генке        | 6–4, 6–3         |
| Поразка   | 8.   | 13 червня 1999    | Біль (місто), Швейцарія     | Ґрунт      | Деббі Гак             | Мірейлл Діттманн Наталі Діттманн     | 5–7, 6–1, 1–6    |
| Перемога  | 9.   | 25 липня 1999     | Вальядолід, Іспанія         | Тверде     | Деббі Гак             | Ленка Ценкова Майке Фреліх           | 2–6, 6–3, 7–6    |
| Поразка   | 10.  | 1 серпня 1999     | Ле-Контамін-Монжуа, Франція | Тверде     | Х'яна Гутьєррес       | Каролін Денін Ева Меліхарова         | 4–6, 2–6         |
| Перемога  | 11.  | 5 вересня 1999    | Сполето, Італія             | Ґрунт      | Деббі Гак             | Кларіса Фернандес Франческа Ск'явоне | 6–1, 6–1         |
| Перемога  | 12.  | 12 вересня 1999   | Фано, Італія                | Ґрунт      | Деббі Гак             | Каталін Мароші Алісія Ортуньйо       | 6–1, 6–4         |
| Перемога  | 13.  | 19 вересня 1999   | Реджо-Калабрія, Італія      | Ґрунт      | Деббі Гак             | Аліче Канепа Татьяна Гарбін          | 6–1, 6–1         |
| Поразка   | 14.  | 12 червня 2000    | Ленцергайде, Швейцарія      | Ґрунт      | Іветте Бастінг        | Мія Буріч Б'янка Ламаде              | 5–7, 3–6         |
| Перемога  | 15.  | 30 липня 2000     | Дублін, Ірландія            | Килим      | Кетрін Берклей        | Труді Мусгрейв Лорна Вудрофф         | 6–4, 7–5         |
| Поразка   | 16.  | 19 листопада 2000 | Маніла, Філіппіни           | Ґрунт      | Катеріне Турінскі     | Чхе Кйон І Кім Чін Хі                | 2–4, 2–4, 0–4    |
| Перемога  | 17.  | 8 липня 2001      | Амстердам, Нідерланди       | Ґрунт      | Марезе Жубер          | Романа Теджакусума Ремі Тедзука      | 6–2, 6–3         |
| Перемога  | 18.  | 31 березня 2002   | Афіни, Греція               | Ґрунт      | Йоланда Менс          | Ана Четник Драгиця Йоксимович        | 7–5, 6–1         |
| Поразка   | 19.  | 1974              | Кампус-ду-Жордау, Бразилія  | Тверде     | Йоланда Менс          | Бруна Колозіу Карла Тіене            | 1–6, 6–4, 4–6    |
| Поразка   | 20.  | 2 березня 2003    | Бендіго, Австралія          | Тверде     | Ніколь Сьюелл         | Мірейлл Діттманн Сінді Вотсон        | 6–7(2), 6–3, 4–6 |
| Перемога  | 21.  | 10 березня 2003   | Беналла, Австралія          | Трава      | Ніколь Сьюелл         | Рушмі Чакравартхі Такемура Рьоко     | 6–3, 4–6, 6–2    |
| Перемога  | 22.  | 24 березня 2003   | Олбері, Австралія           | Трава      | Ніколь Сьюелл         | Чжуан Цзяжун Ілк Джерс               | 2–6, 6–1, 6–4    |
| Поразка   | 23.  | 13 липня 2003     | Ванкувер, Канада            | Тверде     | Ніколь Сьюелл         | Аманда Огастус Мелані Маруа          | 6–7(4), 4–6      |